# ディッキー・ジョーンズ
ディッキー・ジョーンズ（Dickie Jones、1927年2月25日 - 2014年7月7日）は、アメリカ合衆国テキサス州スナイダー出身の元俳優、声優。

## 経歴
『ピノキオ』の主役・ピノキオが有名。1948年に結婚し、子供が4人いる。
小さいころからロデオの名手で、西部劇スターのフート・ギブソンが「ハリウッドで成功できる」と説得され、母親と共にテキサスからカリフォルニアに引っ越した。『大陸の快男児』（1936年）、『ステラ・ダラス』（1937年）など40本近い映画に出演。テレビ映画「テキサス平原児」「バッファロー・ビルの冒険」などに出演し、低予算の西部劇で子役として活躍した。
1965年の映画『Requiem for a Gunfighter』を最後に俳優を引退した後、不動産会社に転職した。
2014年7月7日、カリフォルニア州ノースリッジの自宅で死去。87歳没。

## 受賞歴
- 2000年 - ディズニー・レジェンド